# Carlo Marin
Carlo Marin (Muggia, 1º marzo 1773 – Mantova, 16 giugno 1852) è stato un funzionario e poeta italiano È stato un protagonista degli eventi del 1797 ed ha esercitato una profonda influenza sul nipote Ippolito Nievo, tanto da ispirargli il personaggio di Carlino Altoviti nelle Confessioni.

## Biografia
Carlo Marin, figlio di Girolamo e di Chiara Belluna Bragadin, è nato il 1º marzo 1773 a Muggia (Istria), dove il padre era podestà della Repubblica di Venezia. Apparteneva a una delle famiglie patrizie che avevano fondato Venezia. Fu educato dai padri Somaschi alla lettura dei testi classici italiani e latini e studiò Gaetano Filangieri e Montesquieu. Divenne amico dei fratelli Giovanni e Ippolito Pindemonte. In prime nozze sposò nel 1793 Regina Morosini, da cui ebbe una figlia. Rimasto vedovo, il 7 agosto 1808 si unì in seconde nozze con Ippolita di Colloredo (Mantova il 12 dicembre 1785 - 1816), la cui famiglia possedeva il castello di Colloredo di Monte Albano. Da Ippolita ebbe due figli: Augusto (Ancona, 25 luglio 1810 - Teglio, 7 febbraio 1883) e Adele (Verona, 9 maggio 1809 - Mantova, 18 agosto 1888), che sposò Antonio Nievo (Mantova 12 ottobre 1802 - 30 ottobre 1884): sono i genitori di Ippolito Nievo che dalla nonna materna Ippolita, morta giovane, ha preso il nome. 

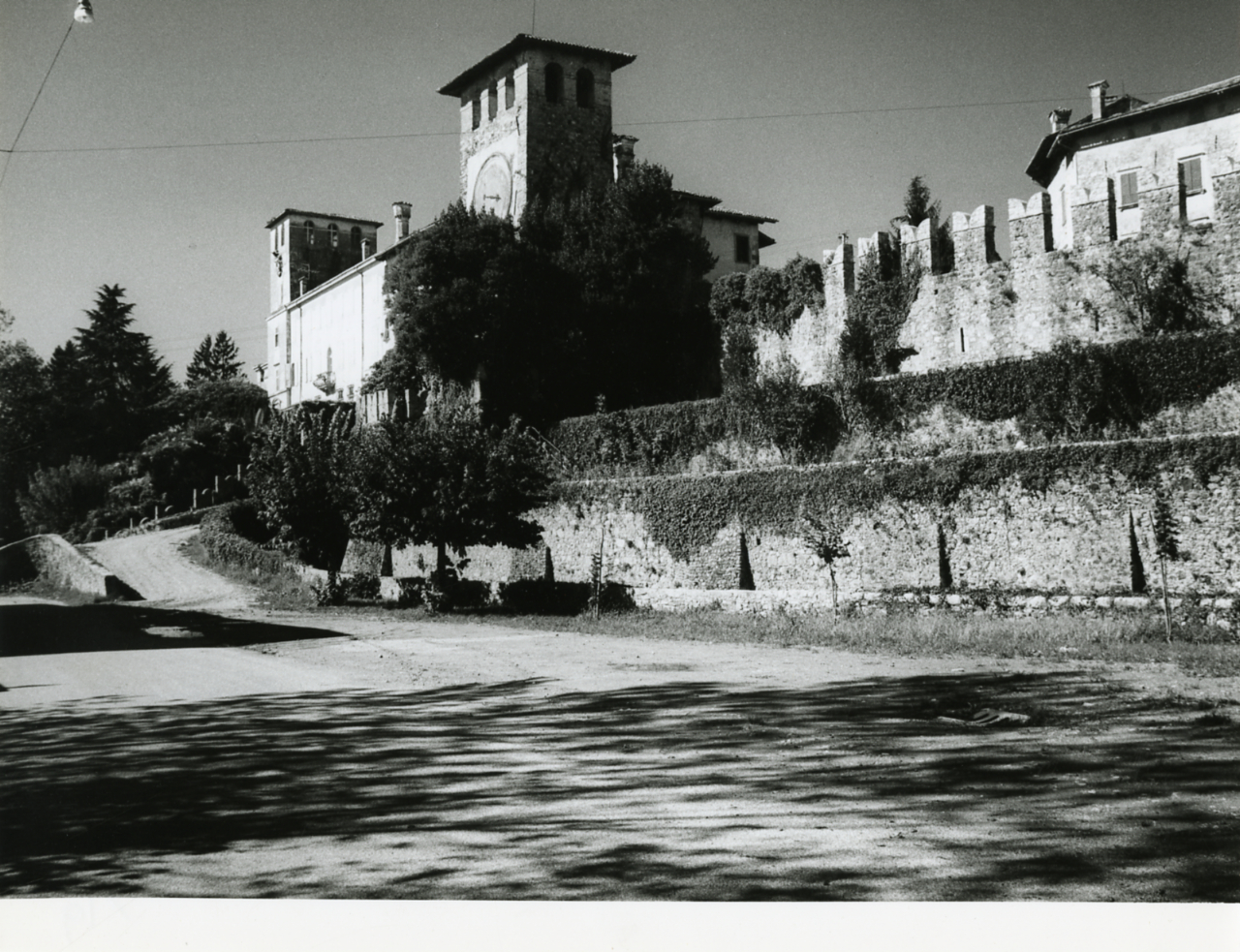
Paolo Monti, Colloredo di Monte Albano, servizio fotografico 1967

Funzionario amministrativo della Repubblica di Venezia, al tempo dell'Impero austriaco Carlo Marin mantenne le sue cariche. Fu castellano a Chioggia, tesoriere a Udine, segretario camerale a Verona, Vicenza e Ancona, intendente a Ferrara e a Verona e, come ultimo incarico, fu ciambellano a Verona. Nel 1846, dopo 53 anni di attività al servizio dello Stato, si ritirò in pensione e visse tra Sabbioneta e Mantova, insieme alla famiglia di sua figlia Adele. A Sabbioneta, dove il nipote Ippolito si recò spesso in visita, Carlo Marin abitò con il genero Antonio fino al 1849, quando Antonio Nievo fu allontanato da Mantova, per motivi politici, e mandato in Friuli. Quando Ippolito Nievo era a Palermo, con l'incarico di vice-intendente dell'esercito meridionale garibaldino, scrisse alla madre che il nonno Carlo sarebbe stato fiero di un nipote, così preciso e attento come amministratore.
Carlo Marin ha scritto versi che pubblicava talvolta in opuscoli, come quello per le nozze Adriana Balbi - Giuseppe D'Ezdorf. Ha pubblicato anche saggi di storia dell'arte. Manoscritti originali, con sonetti, aforismi, odi anacreontiche ed epigrammi - materiale in parte ancora inedito - sono di proprietà della Fondazione Ippolito e Stanislao Nievo. In queste liriche esprimeva il rimpianto per la Repubblica di Venezia, dolore per la sua fine, desiderio di tornare a Venezia, da cui si sentiva esiliato. La critica letteraria ha visto in Carlo Marin un riferimento alla figura di Carlo anziano ne Le confessioni d'un italiano.